# 伊弗尔多夫
伊弗尔多夫是德国巴伐利亚州的一个市镇。总面积27.59平方公里，总人口2540人，其中男性1254人，女性1286人（2011年12月31日），人口密度92人/平方公里。

## 友好城市
- 法國 沙托布尔